# Presbiterianismo em Rondônia
O Presbiterianismo é a quarta maior família denominacional protestante histórica no estado de Rondônia (atrás dos batistas, adventistas e luteranos), correspondendo a 1,22% da população do Estado. Sendo assim, Rondônia é o estado com o segundo maior percentual de presbiterianos no país.

## História
A introdução do Presbiterianismo em Rondônia, deu-se a partir de 1945, quando duas famílias presbiterianas mudaram-se para a colônia agrícola vales dos rios Madeira e Mamoré. Estas eram as famílias de Manoel Manduca Maia e de Francisco Pacheco Duarte, que vieram em 13 de junho de 1945 para o estado.
Na década de 1970 foi formado o primeiro presbitério e partir desta década a igreja contou com o envio do pastor e missionário americano William H. Jennings que trabalhou com a plantação de igrejas por todo o estado, iniciando em Ouro Preto do Oeste.
Em 2012 já existiam com 4 presbitérios (Porto Velho, Sul, Central e Vale do Rio Madeira), com mais de 27 igrejas federadas a Igreja Presbiteriana do Brasil no estado.

## Igreja Presbiteriana do Brasil

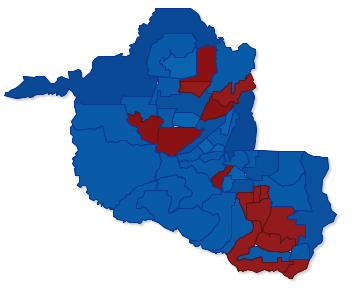
Município com igrejas federadas a Igreja Presbiteriana do Brasil em Rondônia.

A Igreja Presbiteriana do Brasil (IPB) é a maior denominação presbiteriana de Rondônia, com cerca de 50 igrejas e congregações. 
Tem atualmente no estado, um de seus 82 sínodos, o Sínodo Noroeste do Brasil que abrange todo o estado.
A IPB tem uma extensão de um dos seus oito seminários em Rondônia, o Seminário Presbiteriano Brasil Central, que fica em Ji-Paraná.
A Junta de Missões Nacionais trabalha com missões em Rondônia nos municípios de: Teixeirópolis, Castanheiras e Machadinho d'Oeste.
A denominação está presente de forma organizada ou em plantação de igrejas em todos os municípios do estado, com exceção de: Cujubim, Rio Crespo, Campo Novo de Rondônia, Governador Jorge Teixeira, Theobroma, Santa Luzia d'Oeste, Vale do Anari, Nova Brasilândia d'Oeste, São Felipe d'Oeste, Primavera de Rondônia, Parecis, Chupinguaia, Corumbiara, Cabixi e Pimenteiras do Oeste.

## Igreja Presbiteriana Independente do Brasil
A Igreja Presbiteriana Independente do Brasil tem um presbitério no estado, o Presbitério Rondônia com igrejas em: Porto Velho, Ji-Paraná, Rolim de Moura, Cacoal, Rio Branco, Alta Floresta d'Oeste, Seringueiras e Pimenta Bueno.

## Igreja Presbiteriana Fundamentalista do Brasil
A Igreja Presbiteriana Fundamentalista do Brasil tem um de seus cinco presbitérios em Rondônia. O Presbitério de Rondônia era formado em 2010 por três igrejas e duas congregações, sendo uma das localizações da igreja na região norte com quase 100 membros.

## Igreja Presbiteriana Conservadora do Brasil
A Igreja Presbiteriana Conservadora do Brasil tem uma congregação missionária em Ouro Preto do Oeste e outra em Cerejeiras.

## Outras denominações presbiterianas
A Igreja Presbiteriana Unida do Brasil não têm igrejas federadas em Rondônia.